# Глитч-арт

Анимированный Бетанкур, Майкл пример того, как может выглядеть видео со сбоями (Мэй Мюррей в экранном тесте)

Глитч-арт (англ. Glitch art — букв. искусство ошибки, цифровых помех) — изобразительное искусство, выразительными средствами которого являются различные цифровые и аналоговые ошибки, например, артефакты сжатия, баги, разрушение цифрового кода или физическое манипулирование электронными устройствами (например, с помощью circuit bending). Произведения глитч-арта демонстрируются на выставках, посвящённых цифровому искусству.

## История
Впервые понятие «глитч» было употреблено в 1962 году первым астронавтом США Джоном Гленном для описания неполадок в связи во время орбитального космического полёта. Гленн сказал: «В буквальном смысле „глитч“ — это скачок или изменение напряжения в электрическом токе».
Один из первых примеров использования ошибок (глитчей) в медиаискусстве — создание Джейми Фентоном и Райлем Саритским в 1978 году экспериментального фильма Digital TV Dinner, который содержал аудио-ошибку, сделанную Диком Эйнсвортом. Данное видео создавалось таким образом: в консоль Bally video game пользователь вставлял игровой картридж и во время загрузки игры ударял по консоли, картридж выскакивал, и изображение игры на экране становилось искажённым.
В своём вступлении к Glitch Studies Manifesto Роза Менкман говорит о фильмах A Colour Box (1935) Лена Лая, MagnetTV (1965) Нам Джун Пайка, а также о Panasonic TH-42PWD8UK Plasma Screen Burn (2007) Кори Аркенгеля как о примерах использования механических и цифровых шумов в визуальном искусстве.
Вскоре термин «глитч» стал употребляться для описания ошибок в программном обеспечении, видеоиграх, аудио- и видеоматериалах, изображениях и иных форматах отображения данных. В середине 1990-х термин «глитч» вошёл в сферу искусства как наименование жанра экспериментальной электронной музыки. Музыкальные композиции такого жанра создавались на аппаратных шумах и акустических эффектах, вызванных различными сбоями в системе.
В визуальное искусство глитч пришёл в конце XX века и в новом тысячелетии стал активно развиваться. Термин «глитч-арт» ввёл художник Энт Скотт в 2001 году для описания своих произведений.

## Методы

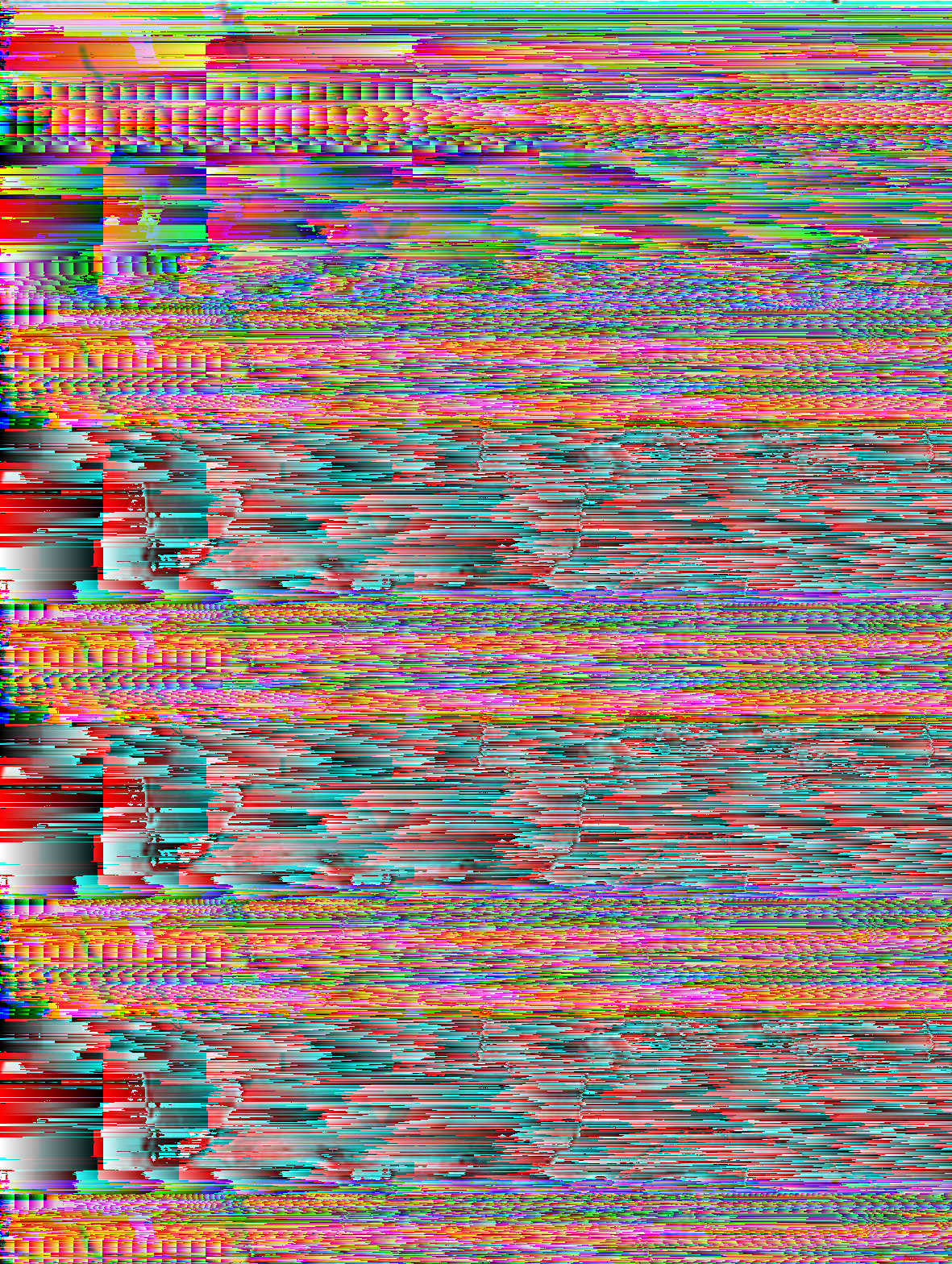
Пример глитч-арта, работа Розы Менкман

То, что называется «глитч-арт», обычно означает визуальные сбои в неподвижном или движущемся изображении. Это делается либо путём «захвата» изображения глитча, произошедшего случайным образом, либо чаще художники / дизайнеры манипулируют своими цифровыми файлами, программным или аппаратным обеспечением для получения этих «ошибок». Художники разместили в Интернете множество учебных пособий, объясняющих, как создавать глитч-арт. Существует множество подходов к тому, чтобы глитч возникал намеренно, начиная от физических изменений в оборудовании и заканчивая прямым изменением самих цифровых файлов. Художник Майкл Бетанкур выделил пять областей манипуляции, которые используются для создания глитч-арта. Бетанкур отмечает, что глитч-арт определяется широким спектром технических подходов, которые можно идентифицировать по изменениям, внесенным в цифровой файл, его генеративное отображение или технологии, используемые для его отображения (например, видеоэкран). Он включает в этот диапазон изменения, внесенные в аналоговые технологии, такие как телевидение (в видеоарте) или в виде киноленты в кинофильмах.

### Манипулирование данными
Манипулирование данными (databending) изменяет информацию внутри цифрового файла, создавая глитч. Изменение данных включает в себя редактирование и изменение данных файла. Существует множество учебных пособий, объясняющих, как вносить эти изменения с помощью таких программ, как HexFiend. Адам Вудолл объясняет в своём уроке:
Как и все файлы, файлы изображений (.jpg .bmp .gif и т. д.) состоят из текста. В отличие от некоторых других файлов, таких как .svg (векторы) или .html (веб-страницы), когда изображение открывается в текстовом редакторе, все, что появляется, — это абракадабра.

Похожий процесс, такой как datamoshing, изменяет данные в видео или графическом файле. Datamoshing с программным обеспечением, таким как Avidemux, является распространённым методом создания глитч-арта путём манипулирования различными типами кадров в сжатом цифровом видео:
Datamoshing включает в себя удаление в видео I-кадров (внутрикодированное изображение, также известное как ключевые кадры — кадр, который не требует какой-либо информации относительно другого кадра для декодирования), оставляя только P-кадры (предсказанное изображение) или B-кадры (кадры с двунаправленным предсказанием). P-кадры содержат информацию, предсказывающую изменения изображения между текущим и предыдущим кадрами, а B-кадры содержат информацию, предсказывающую различия в изображениях между предыдущим, текущим и последующими кадрами. P- и B-кадры используют данные из предыдущих и следующих кадров, они более сжаты, чем I-кадры.

Этот процесс прямого манипулирования цифровыми данными не ограничивается файлами, которые появляются только на цифровых экранах. «Глитч трёхмерных моделей» означает целенаправленное искажение кода в программах 3D-анимации, приводящее к искажённым и абстрактным изображениям трёхмерных виртуальных миров, моделей и даже 3D-печатных объектов.

### Разрегулированность
Сбои смещения возникают при открытии цифрового файла одного типа с помощью программы, предназначенной для файла другого типа, например, при открытии видеофайла как звукового файла или использовании неправильного кодека для распаковки файла. Инструменты, обычно используемые для создания сбоев этого типа, включают Audacity и WordPad. Художник Джейми Боултон объясняет процесс и возникающие глюки, отмечая, что эти глюки зависят от того, как Audacity обрабатывает файлы, даже если они не закодированы аудио.

### Разбалансированность
Глитчи разбалансированности возникают при открытии цифрового файла одного типа с помощью программы, предназначенной для файлов другого типа, например, при открытии видеофайла как звукового файла или использовании неправильного кодека для распаковки файла. Инструменты, обычно используемые для создания сбоев этого типа, включают Audacity и WordPad. Художник Джейми Боултон объясняет процесс и возникающие глитчи, отмечая, что эти глитчи зависят от того, как Audacity обрабатывает файлы, даже если они не закодированы аудио.

Самый простой способ манипулировать файлом в Audacity — это выбрать раздел файла и применить к нему один из встроенных звуковых эффектов. Как не компьютерщик я вижу это так: когда вы применяете звуковой эффект к звуковому файлу, программа берет этот файл и изменяет данные так, как им было сказано, чтобы достигнуть этого эффекта. Так, например, если вы примените эффект эха, он будет повторять части файла, уменьшая повторение после каждой итерации. Замечательно то, что он будет делать это независимо от того, чем является файл на самом деле. Audacity не знает или не заботится о том, является ли файл звуком или нет, он изменит его в соответствии с указаниями.

### Аппаратная ошибка
Аппаратная ошибка происходит путём изменения физической проводки или других внутренних соединений самой машины, таких как короткое замыкание, «изгиб цепи», которое заставляет машину создавать сбои, производящие новые звуки и визуальные эффекты. Например, повреждая внутренние части чего-то вроде VHS-плеера, можно получить разные красочные визуальные образы. Видео-художник Том ДеФанти (Tom DeFanti) объяснил роль аппаратной ошибки в озвучке для раннего видео Джейми Фентона «Digital TV Dinner», в котором использовалась игровая консоль Bally:

Это произведение представляет собой самый дешёвый метод в домашнем компьютерном искусстве. Оно включает в себя систему видеоигр за 300 долларов и кулак, стучащий по ней для того, чтобы выскочил картридж в момент, когда система пытается написать меню. Музыка здесь сделана Диком Эйнсвортом, использующим ту же систему, но стучащим по ней пальцами вместо кулака.

Физическое избиение корпуса игровой системы приведёт к тому, что игровой картридж выскочит, прерывая работу компьютера. Глитчи, которые возникли в результате этого сбоя, были результатом настройки машины:

В картридже была ПЗУ, и в консоль встроена ПЗУ. При выталкивании картриджа во время выполнения кода в консольном ПЗУ создавались ссылки на мусор и недействительные указатели, что приводило к отображению странных паттернов. […] Bally Astrocade был уникальным среди игр с картриджами в том, что он был разработан, чтобы позволить пользователям менять игровые картриджи при включённом питании. При нажатии кнопки сброса можно было извлечь картридж из системы и вызвать различные последовательности шаблонов обнуления памяти. Digital TV Dinner — это коллекция этих любопытных состояний кремниевой эпилепсии для музыки, созданной на этой же платформе.

### Неправильная регистрация
Неправильная регистрация вызвана физическим шумом исторически аналоговых носителей, таких как кинолента. Он включает в себя грязь, царапины, пятна и маркировку, которые могут искажать физические носители, а также влиять на воспроизведение цифровых записей на таких носителях, как CD и DVD. Как пояснил в 2002 году композитор электронной музыки Ким Касконе:
Есть много типов цифрового аудио «ошибок». Иногда это приводит к ужасному шуму, в то время как в других случаях он может издавать удивительные гобелены звука (для более отважных ушей они часто совпадают). Когда немецкие экспериментаторы по звуку, известные как Овал, начали создавать музыку в начале 1990-х, рисуя маленькие изображения на нижней стороне компакт-дисков, чтобы заставить их пропустить части записи, они использовали аспект «ошибок» в своей работе, который обнаружил субтекстуальный слой, встроенный в компакт-диск.

Исследование Овалом «ошибок» не ново. Ранее в этой области была проделана большая работа, например, работа над оптическим саундтреком Ласло Мохоли-Надя и Оскара Фишингера, а также манипуляции с виниловыми пластинками Джона Кейджа и Кристиана Марклая. Новым является то, что идеи теперь путешествуют со скоростью света и могут порождать целые музыкальные жанры за относительно короткий период времени.

### Искажение
Искажение было одним из самых ранних видов глитч-арта, например, в работе видеохудожника Нам Джун Пайка, который создавал искажения видео, размещая мощные магниты в непосредственной близости от телевизионного экрана, что приводило к появлению абстрактных узоров. Добавление Пайком физических помех создало новые виды изображений, которые изменили способ отображения вещательного изображения:

Магнитное поле мешает электронным сигналам телевизора, искажая изображение трансляции в абстрактную форму, которая изменяется при перемещении магнита.

Записанные с помощью камеры полученные искажения могут быть показаны без использования магнита.

## Последствия
Благодаря распространению компьютеризации данное направление в искусстве начало широко распространяться и получило много последователей в разных странах. Мир помех и ошибок изображают в своих работах такие художники, как Роза Менкман из Нидерландов, Рейчел Уайт из Великобритании, Даниел Войку из Румынии.
Глитч-арт также стал объектом исследования учёных и теоретиков. Аймонд Моради, первый предложивший классификацию глитча, разделил его на два типа: «Чистый глитч» и «Глитч-подобия». Первый тип характеризуется как непреднамеренный, случайный, найденный, присвоенный, реальный; соответственно, второй тип — запланированный, преднамеренный, предумышленный, искусственный.
Исследователи феномена глитч-арт сходятся во мнении, что основной задачей данного направления в искусстве является «создание, выявление, захватывание ошибок, сбоев, помех, получившихся в результате случайности, неправильного использования, намеренного злоупотребления и/или экспериментирования с аппаратным или программным обеспечением».

## Критика
Дискуссия вокруг глитч-арта связана в первую очередь с трудностью определения его рамок как одного из вида веб-арта. Сербский цифровой художник Андрей Тишма пишет: «…Это делает web.art невероятно разнообразным и динамичным, а следовательно, проблематичным для определения. Тем не менее существуют параметры распространённые для всех форм этого искусства, известные знаменатели, с помощью которых мы все ещё можем определить природу веб-арта, особенно в связи с так далеко идущими формами художественного выражения».

## Влияние
Глитч-арт распространяется на разные виды искусства. Так, под его влиянием австралийский скульптор Пол Каптейн создаёт деревянные скульптуры, в которых сочетаются традиционная работа с деревом и цифровой стиль глитч-арта. В стиле «компьютерных ошибок» создаются различные предметы. К примеру, американец Филипп Стирнс делает пледы и ковры с глитч-текстурой. Отдельные мебельные дизайнеры начали разработку глитч-мебели.